# Pukwana
Pukwana és una població dels Estats Units a l'estat de Dakota del Sud. Segons el cens del 2000 tenia 287 habitants.

## Demografia
Segons el cens del 2000, Pukwana tenia 287 habitants, 116 habitatges, i 78 famílies. La densitat de població era de 142,1 habitants per km².
Dels 116 habitatges en un 31% hi vivien nens de menys de 18 anys, en un 53,4% hi vivien parelles casades, en un 10,3% dones solteres, i en un 31,9% no eren unitats familiars. En el 29,3% dels habitatges hi vivien persones soles l'11,2% de les quals corresponia a persones de 65 anys o més que vivien soles. El nombre mitjà de persones vivint en cada habitatge era de 2,47 i el nombre mitjà de persones que vivien en cada família era de 3,1.
Per edats la població es repartia de la següent manera: un 28,9% tenia menys de 18 anys, un 7,7% entre 18 i 24, un 29,6% entre 25 i 44, un 22,6% de 45 a 60 i un 11,1% 65 anys o més.
L'edat mediana era de 36 anys. Per cada 100 dones de 18 o més anys hi havia 96,2 homes.
La renda mediana per habitatge era de 27.500 $ i la renda mediana per família de 31.667 $. Els homes tenien una renda mediana de 24.375 $ mentre que les dones 15.208 $. La renda per capita de la població era d'11.978 $. Entorn del 5,6% de les famílies i el 12,1% de la població estaven per davall del llindar de pobresa.

## Poblacions més properes
El següent diagrama mostra les poblacions més properes.